# Leon Gregory
Leonard Stuart « Leon » Gregory  (né le 23 novembre 1932) est un athlète australien spécialiste du 400 mètres. 

## Carrière

### Palmarès
| Date | Compétition           | Lieu      | Résultat | Performance  |
| ---- | --------------------- | --------- | -------- | ------------ |
| 1956 | Jeux olympiques d'été | Melbourne | 2e       | 3 min 06 s 0 |

### Records
| Épreuve    | Performance | Lieu | Date |
| ---------- | ----------- | ---- | ---- |
| 400 mètres | 47 s 9      |      | 1955 |